# Artemia salina
Artemia salina és una espècie de crustaci branquiòpode de l'ordre Anostraca, per tant està més emparentada amb Triops i els cladòcers que amb les autèntiques gambes. És una espècie molt antiga que sembla no haver canviat des de fa 100 milions d'anys.

## Descripció
Els adults tenen tres ulls i 11 parells de potes i poden fer fins a 15 mm de llargada. La seva sang conté hemoglobina com en els vertebrats. Només els mascles tenen antenes (dues) al cap.

## Cicle vital
Els mascles tenen dos òrgans reproductius. Les femelles poden produir ous per la via normal o per partenogènesi.

## Ecologia
En la natura viuen en els llacs salats. Gairebé mai es troben en el mar obert.
Artemia tolera concentracions de sal de fins al 50%, i poden viure diversos dies en solucions diferents de l'aigua de mar com el permanganat de potassi o el nitrat d'argent, però el iode les perjudica. El color d'aquests crustacis depèn de la concentració de sal. En l'aigua dolça, Artemia salina mor en una hora aproximadament. S'alimenta principalment d'algues verdes.

## Usos
La resilència d'aquests crustacis els fa ideals per a ser mostra de prova en experiments. Artemia és un dels organismes estàndard per comprovar la toxicitat dels productes químics. A més els ous sobreviuen durant anys. Per això es comercialitzen els seus ous perquè els nens puguin observar el seu cicle vital en aquaris casolans. Artemia es presenta en grans nombres al Great Salt Lake. Tanmateix actualment es creu que en aquest llac l'espècie present és en realitat Artemia franciscana.

## Taxonomia
Artemia salina va ser descrita per primera vegada per Linnaeus (com Cancer salinus).